# مارزیا شلبرگ
مارزیا شلبرگ (به انگلیسی: Marzia Kjellberg) (قبل از ازدواج با نام مارزیا بیزونین (به انگلیسی: Marzia Bisognin؛ زاده ۲۱ اکتبر ۱۹۹۲)، ستاره اینترنتی، طراح مد و کارآفرین است. او همسر پیودی‌پای است.
بیزونین در ۲۲ اکتبر سال ۲۰۱۸، اعلام‌کرد که پس از ۷ سال فعالیت در یوتیوب به کار خود در این وبگاه پایان خواهد داد؛ و دیگر برای کانال یوتیوب خود ویدئو نخواهد ساخت.

## زندگی شخصی
مارزیا بیزونین در ۲۱ اکتبر ۱۹۹۲ در آرتزینیانو، استان ویچنزا ایتالیا زاده شد.
بیزونین از طریق یکی از دوستانش با فلیکس کیلبرگ یا همان پیودی‌پای،آشنا شد. او از سال ۲۰۱۱ با پیودی‌پای نامزد است. او برای زندگی با فلیکس کیلبرگ به سوئد نقل مکان کرد. آنها مدتی نیز در ایتالیا زندگی کردند و سرانجام شهر برایتون در انگلستان را برای زندگی برگزیدند. این زوج دو سگ پاگ به نام‌های ادگار و مایا و یک خارپشت به نام داگی دارند. آن‌ها همچنین صاحب یک وزغ بودند که درگذشت. رابطه بیزونین با فلیکس کیلبرگ مورد توجه بسیاری از رسانه‌ها بوده‌است. بیزونین در ۲۷ آوریل ۲۰۱۸ در اینستاگرام خود اعلام کرد که فلیکس کیلبرگ از او خواستگاری کرده‌است. آن‌ها در ۲۰ اوت ۲۰۱۹ ازدواج کردند.